# 徒長
徒長（とちょう）とは、植物の伸長成長が勝り、内容の充実を伴わない成長を指す農業・園芸用語である。

## 概要
徒長は、高温、弱光、多湿、多窒素条件下で発生しやすい。
徒長した植物は柔らかく、細長いという特徴がある。近年の省力・軽作業化を目的とした全自動移植機や収穫機の普及に伴い、機械定植では苗のサイズに制限があり、大きすぎる苗や徒長苗は植え痛みしやすい。

## 発生抑制
徒長の問題は、セル成形育成苗の普及に伴って大きくなり、1980年代後半から1990年代前半にかけて多くの研究が行われた。
ウニコナゾール、パクロブトラゾールなどの矮化剤（植物生長抑制剤）が、キュウリ、イチゴ、キャベツ、ブロッコリー、トマト、ナス、レタスなどで育苗時の徒長防止や健苗育成に試験的に用いられていることが知られている。また、接触刺激も徒長抑制に効果的である。植物に対して物理的な刺激を加えると、内生エチレンが生成されて植物の茎、葉、根などの生長が抑制される。その他に、セル成形苗の肥料制限や光質を利用した徒長抑制の研究も報告されている。